# 安藤裕子 (ヴィオラ奏者)
安藤 裕子（あんどう ゆうこ、1972年 - ）は日本のヴィオラ奏者。洗足学園音楽大学教員。
紀尾井シンフォニエッタ東京、ジャパン・チェンバー・オーケストラ、Opus 1、Ensemble Contemporary αのメンバー、東京藝術大学管弦楽研究部非常勤講師（藝大フィルハーモニア首席奏者）。これ以外にも、各種編成での室内楽に参加したり、ヴィオラのソリストとしてリサイタルを行っている。

## 略歴
- 1972年、東京生まれ。
- 5歳よりヴァイオリンを始める。
- 高校3年生の時に先生の薦めでヴィオラに転向。
- 1991年、東京藝術大学入学。
- 1993年、第3回日本室内楽コンクール第1位。
- 1993年、第17回ヴィットリオ・グイ国際室内楽コンクール第2位（デュオ部門最高位）。
- 1994年、安宅賞受賞。
- 1996年、ジュネーブ国際音楽コンクールセミファイナリスト。
- 1997年、東京藝術大学修士課程修了。
- 1997年、大垣音楽祭最優秀新人賞受賞。
- 2001年から2004年の間、東京シティ・フィルハーモニック管弦楽団にて首席奏者を務める[1]。